# 小行星1958
小行星1958（1958 Chandra）是一颗绕太阳运转的小行星，为主小行星带小行星。该小行星于1970年9月24日发现。
該小行星以印度天體物理學家蘇布拉馬尼安·錢德拉塞卡命名。

## 轨道参数
小行星1958的轨道半长轴为3.1003353 UA，离心率为0.170。